# Aristida diminuta
Aristida diminuta är en gräsart som först beskrevs av Carl Christian Mez, och fick sitt nu gällande namn av Charles Edward Hubbard. Aristida diminuta ingår i släktet Aristida och familjen gräs. Inga underarter finns listade i Catalogue of Life.